# Pabellón de la Unificación
| |           |
| Nombre coreano |           |
| Hangul | 통일각    |
| Hanja | 統一閣    |
| Romanización revisada | Tongilgak |
| Mapas del área de seguridad conjunta |           |
| |           |
| Leyenda - Rojo: Línea de demarcación militar - Negro uniforme: Edificios bajo administración norcoreana - Con borde negro: Edificios bajo administración conjunta de las Naciones Unidas y Corea del Sur |           |

El Pabellón de la Unificación intercoreana es una instalación situada en el lado norte del área de seguridad conjunta de la zona desmilitarizada de Corea. Se utiliza como sede de las negociaciones de paz entre Corea del Norte y Corea del Sur, y para dicho fin se alterna con la Casa de la Paz, en el lado sur de la misma área de seguridad conjunta. Antes de la guerra de Corea, el área de seguridad conjunta era una localidad llamada Panmunjom.

## Edificio

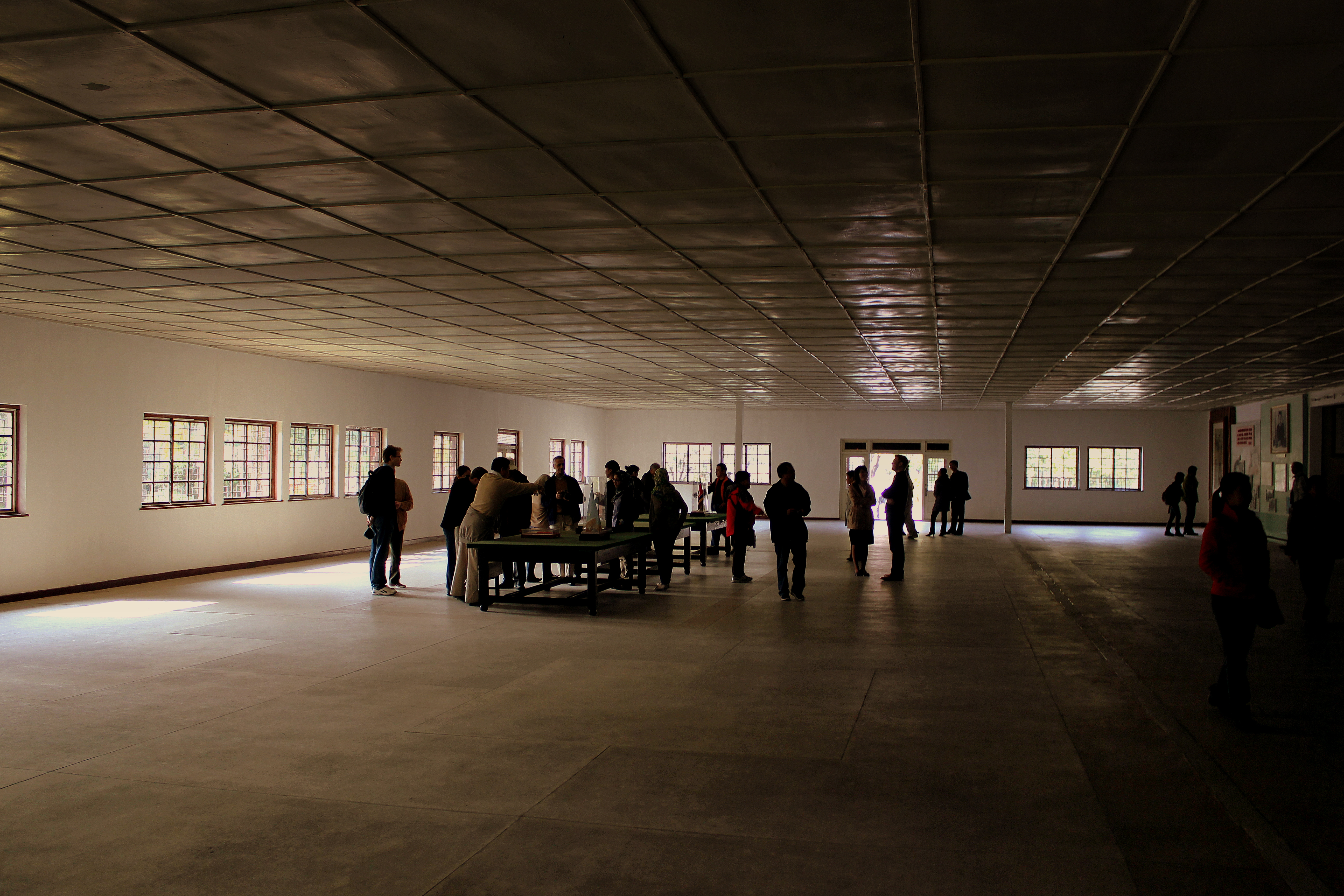
Interior.

El Pabellón de la Unificación, situada a 80 m al noroeste de la Casa de la Libertad, es un edificio de dos plantas y una superficie de 1500 m² construido en 1969. Se han instalado micrófonos y un circuito cerrado de televisión en la sala de conferencias norte-sur de manera que las reuniones se pueden monitorizar en tiempo real desde Pionyang.
Una parte del edificio también se ha utilizado como espacio de oficina para el personal militar norcoreano.